# 學生會偵探桐香
《學生會偵探桐香》（日语：生徒会探偵キリカ）是由日本小說家杉井光所著、ぽんかん⑧負責插畫、講談社輕小說文庫刊行的輕小說作品。繁體中文版由尖端出版發行。

## 登場人物

### 總務執行部
牧村日影
本作的男主角，白樹台學園高等部普通科1年級F班學生。
為了把志願出路表交付給坐在旁邊的蹺課生聖橋桐香而造訪學生會總務執行部，因狐徹強硬的態度而無可奈何地加入了總務執行部。雖然職務名義上是庶務但實際上是雜務擔當，第2卷成為書記候補，其後因得到中央議會的承認而正式就任書記。被個性強烈的總務執行部成員和給總務執行部帶來各種各樣的難題的人們折騰的日影，在這些交流中變得能發揮出連自身都沒有察覺到的能力（經常被其他人稱自己的能力為詐欺師），隨著日影的活躍，周圍對日影的看法也在逐漸變化。總務執行部的對抗組織監察委員會、中央議會的各自領導人郁乃和朱鷺子也把日影視作不可小看的人物。
家族的構成除了雙親以外還有一個上大學的姐姐日向。日向是跟轉入白樹台學園之前的日影形成鮮明對照的高績效、被跟能幹的姐姐比較成為了日影轉入白樹台學園的動機。日影在白樹台學園內的學生宿舍「梣樓」生活著、這是為了逃避跟上述的姐姐的比較而以「可以作為獎學生入學的有宿舍的學校」的選擇基準來選擇升學目的地的結果。
聖橋桐香
本作的女主角，學生會總務執行部的會計。高中部普通科1年級F班學生，和日影同班。特徵是頭上像兔耳一樣的黑白色緞帶，和套在脖子上的臂章。
完全不在教室露面，把學生會會計室作為自己的住所。雖然經常蹺課但成績卻很好。對管理高達8億元的學生會預算很有自信，年度預算企劃書實質上也是由桐香一個人編列的。相當偏食，喜歡吃點心，經常讓日影跑腿買大量的袋裝點心。
作為總務執行部成員，除了會計外還有另一個特殊的職務－－「偵探」，著手解決學園內發生的事件，但需收費。作為義務被會長狐徹要求時常佩戴著總務執行部成員的臂章，但桐香的臂章是把「會計」和「偵探」兩個連在一起的像圍巾一樣卷成的；平時是「總務執行部 會計」的部分，但偵探活動時會把「總務執行部 偵探」的部分轉到身體的正面。
總體來說避開與他人扯上關係的傾向很嚴重，但能看出對日影十分關心。
天王寺狐徹
學生會總務執行部的會長（臂章上寫的是「總務執行部 代表」）。數理科高中部2年級學生。
從國中部1年級開始，4年4期連續擔任白樹台學園的學生會長，這在白樹台學園算是非常的特例（國中在籍時就成為學生會長的案例，包括狐徹在內過去也不過只有3個）。有著黑色的雙馬尾的髮型和銳利的眼神，十分蠻橫的性格被學生們畏懼著，但至今為止作為總務執行部的措施上本上都達到了目的，作為學生會長的能力被大多數的學生所認同。這也表現在自從狐徹上任後過去4次的學生會長選舉的每一次都是壓倒性的勝利。
是位武術達人，12歲時打敗了道場主的父親。在學園內也有過即使被加了只能使用左手的限制也輕鬆地撂倒了數十個襲擊者的經歷。
對於日影基本上也是採取通常的強硬的態度接觸著，但事實上對日影有較高的評價的描寫隨處可見。
竹內美園
學生會總務執行部的副會長（臂章上寫的是「總務執行部 副代表」）。高中部2年級學生。
歐洲系的混血兒有著灰金色的頭髮、琥珀色的眼睛和模特體型的美型，在學生中人氣很高。是從高中部開始加入的轉學生，一年前的學生會長選舉時被狐徹勸誘作為副會長候選人並與其組隊，當選後成為了副會長。作為總務執行部的成員十分有才能，以溫和的態度輕鬆地完成與學園內各種委員會和社團的預算協商等等困難任務。此外，與言行會招來對比的狐徹形成對照，在學園教職員網站上的評價也很好。「實際上是腹黑」，日影和桐香在教室鄰座的事、製造了日影造訪學生會室的狀況（然後增加日影和自己接觸的機會）這些事的幕後黑手已經判明都是美園。除此之外也有多處描寫能感到美園的腹黑，但她的本性除了總務執行部成員之外沒什麼人知道。只是，日影也認為作為需要政權的總務執行部成員美園的腹黑是必要之惡。對於日影表現出「病態」的執著。
日影的姐姐日向是美園中學時代的前輩，最初從日向那得到了日影的情報，便開始對日影抱有很大的關心。貌似現在仍和日向有交流。

### 監察委員會
久米田郁乃
學生會監查委員長。與孤徹及美園一樣，為高中二年級學生。與狐徹為對立關係。
擁有漂亮茶色波浪卷的眼睛娃，一眼看去就像是喜歡惡作劇的狐狸。
措辭中帶有關西系的特徵。對狐徹來說，經常把監察委員與「關西委員」弄混，因為作為委員長竟然教導下屬說關西方言。
曾經在日影進入總務執行部後勸誘其成為「監查委員」及自己的在總務執行部的間諜，但其後隨著故事的發展，發現日影隱藏其不可忽視的能力，評價也因此改變。對重點觀察對象的監察委員日影也是愈加盯緊。

### 中央議會
神林朱鷺子
學生會中央議會的議長。高中二年級學生。與狐徹為對手關係。
和狐澈小學時便認識，雖曾經作為學生會會長狐徹的拍檔、副會長的她管理過學校運營，卻因與自己提議就任為中央議會議長相悖，而分道揚鑣並變為對手。留著齊眉劉海黑亮長髮，如同時代劇裡公主般的模樣，在學生間也經常被稱為「公主」、「公主大人」。與美園一樣，在學園教職員工一側評價很高。
十分關心日影，經常與日影對話後就會滿臉通紅。對日影的能力方面評價也越來越高。與郁乃一樣，曾經勸誘日影過來中央議會，但最後放棄。

## 出版書籍

### 輕小說
| 卷數 | 講談社        | 講談社                 | 尖端出版       | 尖端出版               | 備註                                                                                           |
| 卷數 | 初版發售日期  | ISBN                   | 初版發售日期   | ISBN/EAN               | 備註                                                                                           |
| ---- | ------------- | ---------------------- | -------------- | ---------------------- | ---------------------------------------------------------------------------------------------- |
| 1    | 2011年12月2日 | ISBN 978-4-06-375204-5 | 2012年11月2日  | ISBN 978-957-10-5047-8 |                                                                                                |
| 2    | 2012年3月30日 | ISBN 978-4-06-375229-8 | 2013年3月15日  | ISBN 978-957-10-5180-2 |                                                                                                |
| 3    | 2012年10月2日 | ISBN 978-4-06-375259-5 | 2013年10月11日 | ISBN 978-957-10-5377-6 |                                                                                                |
| 3    | 2012年10月2日 | ISBN 978-4-06-375259-5 | 2013年10月11日 | EAN 4717702257613      | 繁體中文限定版附贈： - 學生會會長「天王寺狐徹」性感泳裝雙書衣 - 學生會副會長「竹內美園」學生證 |
| 4    | 2013年6月7日  | ISBN 978-4-06-375305-9 | 2014年3月7日   | ISBN 978-957-10-5532-9 |                                                                                                |
| 5    | 2014年1月31日 | ISBN 978-4-06-375355-4 | 2014年8月21日  | ISBN 978-957-10-5655-5 |                                                                                                |
| 6    | 2015年6月2日  | ISBN 978-4-06-375372-1 |                |                        |                                                                                                |
| S1   | 2019年12月2日 | ISBN 978-4-06-517170-7 |                |                        |                                                                                                |

### 漫畫
| 卷數 | 講談社         | 講談社                 | 尖端出版       | 尖端出版          | 備註                                                              |
| 卷數 | 初版發售日期   | ISBN                   | 初版發售日期   | EAN               | 備註                                                              |
| ---- | -------------- | ---------------------- | -------------- | ----------------- | ----------------------------------------------------------------- |
| 1    | 2012年10月2日  | ISBN 978-4-06-376361-4 | 2013年10月15日 | EAN 4717702257804 |                                                                   |
| 1    | 2012年10月2日  | ISBN 978-4-06-376361-4 | 2013年12月13日 | EAN 4717702257781 | 繁體中文限定版附贈： - 白樹台學園學生會幹部學生證（聖橋桐香款）   |
| 2    | 2013年6月7日   | ISBN 978-4-06-376396-6 | 2013年10月30日 | EAN 4717702257811 |                                                                   |
| 2    | 2013年6月7日   | ISBN 978-4-06-376396-6 | 2013年12月13日 | EAN 4717702257798 | 繁體中文限定版附贈： - 白樹台學園學生會幹部學生證（天王寺狐徹款） |
| 3    | 2013年12月27日 | ISBN 978-4-06-376434-5 | 2014年4月22日  | EAN 4717702260408 |                                                                   |
| 4    | 2014年4月9日   | ISBN 978-4-06-376459-8 | 2014年8月22日  | EAN 4717702261634 |                                                                   |
| 5    | 2014年11月7日  | ISBN 978-4-06-376497-0 |                |                   |                                                                   |
| 6    | 2015年4月9日   | ISBN 978-4-06-376538-0 |                |                   |                                                                   |